# Дробинский, Яков Израйлевич
Я́ков Изра́йлевич Дроби́нский (Драбинский) (15 декабря 1905, Одесса — 14 мая 1981, Гомель) — комсомольский и партийный деятель, автор пяти мемуарных книг (пятая — "Хроника одного следствия" была издана в 2012). По ложным обвинениям провёл в ссылке и лагерях почти 20 лет, в 1956 году был реабилитирован.

## Биография

### Юность
Детство и юность прошли в Одессе. Яков был старшим ребёнком в многодетной семье столяра-краснодеревщика, рано лишился матери, а в голод 1921 г. самых младших забрали в детдом, другие умерли, из тринадцати детей осталось двое.
Работать Я. Дробинский начал с 13 лет: разнорабочий в гостинице, разносчик газет, тачечник. Научился читать, освоил грамоту.
В 1923 году становится рабочим, вступает в комсомол. Много занимается самообразованием. Выступает в местной печати. В 1926 году был послан на Всесоюзный съезд рабселькоров.
В 1928 году сто комсомольцев Одессы по мобилизации ЦК ВЛКСМ были посланы на периферию для укрепления советской власти на местах. Дробинский попадает в Койдановский район, работает секретарём райкома комсомола. Потом его выдвигают на пост председателя Профсоюза медсантруда Белорусси.
В 1933 году его направляют парторгом на Могилевскую шелковую фабрику, крупнейший объект первой пятилетки.
Дела на фабрике шли плохо, план не выполнялся, текучка кадров была беспрерывной. Дробинский сумел улучшить материальное положение рабочих за счёт подсобного хозяйства, прекратилась текучка кадров и прежде отстававшая фабрика вышла в передовые по Республике (Союзу) и единственная из Белоруссии была занесена на Всесоюзную доску почета. В 1935 Дробинский был делегатом Первого всесоюзного съезда стахановцев.
Затем его направляют в Гомель, с июня 1935 года он — второй секретарь Гомельского горкома партии.

### Период репрессий
В 1937 году Я. И. Дробинский был репрессирован, как многие другие, попавшие под репрессивную политику в Белоруссии. Его имя под номером 19 стоит в одном из «сталинских» списков подлежащих репрессиям по категории № 1 (смертная казнь) по Белоруссии.

В десять вечера меня снова провели через этот коридор в эту же комнату — но какая разница… Днём это был тихий коридор, респектабельные кабинеты, в которых аккуратно прилизанные люди листали папки. Вечером я шёл, как сквозь строй, сквозь крики, крики истязуемых. Площадная, самая грязная брань истязающих неслась изо всех комнат.
Где-то промелькнуло лежавшее на полу тело, и я увидал по-багровевшее, знакомое лицо, он повернул его к двери, искривлённый рот кричал: «Мама!»
Это был Любович, старый большевик, председатель Госплана республики, заместитель председателя Совнаркома. Когда Ленин в октябре 1917 года создавал первое Советское правительство, он ввел туда в качестве заместителя наркома связи Любовича. Любович был членом Малого Совнаркома, он работал с Лениным. Сейчас он лежал на полу, его хлестали резиной, и он старый, шестидесятилетний человек, кричал:
— Мама!!!
Почему открыты двери? Для воздействия. Всё работает на одну цель — на ослабление, на уничтожение.
Пыточная XVI века.
Меня ввели в кабинет. Как и днём, их было двое.
— Ну, — деловито спросил капитан, — передумали?

Я отрицательно мотнул головой. Говорить было трудно…
Под следствием содержался 29 месяцев, вынес всё (чёрные полосы шрамов на плечах не сошли до конца дней), никого не оговорил, ничего ни на кого не подписал, получил 5 лет административной высылки в Кокчетав в Северо-Казахстанской области. Там работал на автобазе, потом трудармия, снова автобаза, медаль «За доблестный труд».
Из воспоминаний Э. Н. Усминской, вдовы Я. И. Дробинского: 

В Кокчетаве работал в авторемонтных мастерских (автобаза). Считался он у них, кажется, бухгалтером (техснабом), но выполнял он столь широкие функции, что почти весь город это скоро ощутил. Шла уже война с фашистами, город голодал, с ночи занимали очередь за хлебом, мы тоже стояли в очереди ночами… А морозы там сибирские. По согласованию с начальством, дед организовал прорыв каравана машин в хлебные глубинки Казахстана, где хлеб лежал от урожая до урожая невывезенный. Машины были у автобазы, стояли отремонтированные, на ремонте, невостребованные. Хлеб пропадал, годами он лежал в казахских аулах под навесом, хлеборобы нуждались в самом необходимом: одежде, инвентаре, бытовых предметах, деньгах. … …приключениях в Голодной степи (там тогда не было железных дорог) — встреча с стаей волков, как машины заносило снегом и песком, как пешком по барханам отыскивал станок, кажется, так называлось одиночное жилье, кругом на сотни километров ни души. Жил там один человек или с семьей, наблюдал за линией электропередачи. Всё преодолевая, в город возвращались машины с зерном, хлебом обеспечивали рабочих и служащих автобазы, и немалая толика перепадала городским жителям. Дед был доволен, что делает доброе дело. Машины начали привозить уже фрукты (из Алма-Аты), о чём люди здесь даже не мечтали.
Жизнь вошла в свою колею. При обмене паспортов дед получил паспорт свободного человека. Может быть, надо было сразу уехать, и все было бы нормально.
В 1949 году началась новая волна репрессий. Причем: кто получил тогда ссылку, того в лагерь, а кто получил 10 лет и отбыл, им ссылку — Сталин всех уравнял…
В 1949 году Дробинский был повторно арестован в ссылке в Казахстане. Приговор: 10 лет лагерей особого режима, 5 лет поражения в правах. Срок отбывал лагере в посёлке Абезь (Минлаг).
В 1955 году был сактирован, как безнадежно больной, осенью 1955-го возвращается к семье в село Зайково (Свердловской области), где его жена растила детей и работала завучем в средней школе, конечно скрыв, что муж — политический преступник. В очень тяжелом состоянии (сердечная недостаточность, болезнь Боткина) Дробинский несколько месяцев лечился в Ирбитской больнице, о которой всегда помнил с благодарностью.
Был полностью реабилитирован.

### Литературная деятельность
Весной 1956-го приехал в Москву, восстанавливается в партии, одновременно без всяких заявлений восстанавливают его жену, исключенную в своё время за то, что не пожелала «отказаться от мужа».
Летом 1956-го Я. Дробинский вместе с семьёй переезжает в Гомель, где начинает писать. Книга о Николае Дворникове «От Гомеля до Эстремадуры» была напечатана в журналах «Неман» и «Маладосць», вышла отдельным изданием на русском языке в 1971 году, а в 1974 была издана на белорусском языке. В семидесятые пишет книгу об Илье Катунине, лётчике, Герое Советского Союза, но она не была издана, так как требовали, чтобы автор убрал «5-ю графу», не рассказывал о еврейской семье — родителях летчика.
Главный труд Я. И. Дробинского, книга «Хроника одного следствия» /август 1937 — декабрь 1939 гг./«, при жизни автора не была издана. Все имена в книге подлинные и многие можно сверять по БСЭ, книга повествует о мужестве человека, посмевшего и сумевшего остаться человеком в нечеловеческих условиях. В семидесятые годы об этой книге Вл. Лакшин, тогда ещё молодой человек, сказал в редакции „Нового мира“: „При нашей жизни это, Яков Израйлевич, не будет опубликовано“, — и книга попала в печать только в отрывках и цитатах работ Роя Медведева („О Сталине и сталинизме“, в журнале „Знамя“ и в книге „К суду истории“). В 2007 году отрывок из книги был опубликован в журнале „Мишпоха“ № 20.
В 2013 году, после официального издания книги Я. И. Дробинского „Хроника одного следствия“ /август 1937 — декабрь 1939 гг./», один экземпляр её передан родственниками в Библиотеку Мемориала.

## Публикации
- Дробинский, Я. От Гомеля до Эстремадуры. [О секр. ЦК комсомола Зап. Беларуси Н. Дворникове]. Минск, «Беларус», 1971. — 192 с. — 60000 экз[12][13]

Книга была также переведена на белорусский язык.
- Драбінскі, Якаў Ізрайлевіч."Ад Гомеля да Эстрамадуры" : Аповесць пра жыцце М.Дворнікава: Для сярэд. і ст.шк.узросту / Пер. В.Палтаран;Прадм. М.Арэхвы, «Маст. літ.», Минск, 1975—192 с. — 21000 экз СВОДНЫЙ ЭЛЕКТРОННЫЙ КАТАЛОГ
- Дробинский, Я. Хроника одного следствия (август 1937 — декабрь 1939 гг.). — Hannover.; Verlag «SPIRIDONOV.DE», Verlag «EPUBLI» (drück), 2012. — 298 с. — ISBN 978-3-8442-0968-6[14].